# Neşe Erberk
Neşe Erberk (Istanbul, 14 ottobre 1954) è una modella turca, eletta Miss Europa nel 1983.

## Biografia
Nata ad Istanbul nel 1954, Neşe Erberk completa i propri studi presso il Robert College e la Bosphorus University.
Dopo aver vinto il titolo di Miss Turchia 1983, la Erberk rappresenta il proprio paese l'anno successivo al concorso Miss Europa, quell'anno tenuto a Bad Gastein, in Austria, e viene incoronata vincitrice. Neşe Erberk è la quarta rappresentante della Turchia a vincere il titolo, dopo Günseli Başar, Filiz Vural e Nazlı Deniz Kuruoğlu.
Neşe in seguito avvia la propria carriera di modella, e nel 1987 apre una agenzia di moda, che gestisce ancora oggi, con diciassette filiali in tutta la Turchia. Neşe Erberk si è inoltre sposata ed ha avuto tre gemelle, Alin, Selin e Lara, nate nel 1999.